# Heteroanamnese
Als er informatie over de medische voorgeschiedenis en achtergrond van een patiënt ingewonnen wordt bij een andere persoon dan de patiënt zelf, spreekt men van een heteroanamnese. Dit gebeurt onder meer bij patiënten die omwille van een bestaande pathologie niet zelf op de vragen van de zorgverlener kunnen antwoorden. Er kan ook twijfel bestaan omtrent de juistheid van de antwoorden die de patiënt geeft.